# Incilius porteri
Espèce
Synonymes
- Bufo porteri Mendelson, Williams, Sheil, & Mulcahy, 2005

Statut de conservation UICN

 LC  : Préoccupation mineure
Incilius porteri est une espèce d'amphibiens de la famille des Bufonidae.

## Répartition

Distribution

Cette espèce est endémique du Honduras. Elle se rencontre dans les départements de Comayagua, de Francisco Morazán et de La Paz entre 1 584 et 2 100 m d'altitude dans les montañas de Comayagua.

## Description
Les mâles mesurent jusqu'à 59,9 mm et les femelles jusqu'à 76,2 mm.

## Étymologie
Cette espèce est nommée en l'honneur de Kenneth R. Porter.

## Publication originale
- Mendelson, Williams, Sheil & Mulcahy, 2005 : Systematics of the Bufo coccifer complex (Anura: Bufonidae) of Mesoamerica. Scientific Papers, University of Kansas Natural History Museum, vol. 38, p. 1–27 (texte intégral).